# Mausoleum van Cooper
Het mausoleum van Cooper in de Friese plaats Akkrum is een rijksmonument.

## Achtergrond
De uit Akkrum afkomstige Folkert Harmens Kuipers (1843-1904) werd als Frank Cooper een succesvol zakenman in Amerika. In 1900 liet hij in zijn geboorteplaats het tehuis Coopersburg bouwen. Cooper was lid van het herdenkingscomité dat in 1903 de beeldhouwer Johan Schröder opdracht gaf een monument te maken voor Eeltje Halbertsma. Schröder maakte ook het mausoleum voor Cooper en zijn vrouw, dat werd geplaatst ten noordoosten van het hoofdgebouw van Coopersburg. Het echtpaar Cooper werd er in 1907 bijgezet.

## Beschrijving
Het mausoleum bestaat uit één bouwlaag op een vierkante plattegrond, waarboven een ingesnoerde spiegelkoepel bekroond door een urn met draperie. Het gebouwtje is opgetrokken in art-nouveaustijl en rijk versierd met beeldhouwwerk. De hoeklisenen zijn gedecoreerd met lauwerkransen en lopen uit in een korinthisch kapiteel waarop putti zijn geplaatst. De entree in de voorgevel heeft een granieten kozijn. Aan beide zijden zijn twee vrouwen met lauwerkrans afgebeeld, die kijken naar het opschrift boven de deur "AAN ONZE OUDERS FRANK H. COOPER EN ANTOINETTA GERARDINA DE GRAAFF". In de geveltop houdt een gevleugelde putto de portretmedaillons vast van het echtpaar Cooper. 
Een rond glas-in-loodraam in de oostgevel zorgt voor de verlichting binnen. Op de terrazzovloer staan twee marmeren tombes. Aan de korte kant van de tombes het opschrift: 

HIER RUSTEN 
 FOLKERT HARMENS KUIPERS WILLEMZOON, 
 ZICH LATER NOEMENDE FRANK H. COOPER. 
 GEB. AKKRUM 23 OCT 1843, OVERL. NEW-YORK 31 DEC. 1904 
 EN ZIJNE VROUW ANTOINETTA GERARDINA DE GRAAFF. 
 GEB. MIDDELBURG 8 NOV 1846, OVERL. TOLEDO OHIO 31 DEC 1878.

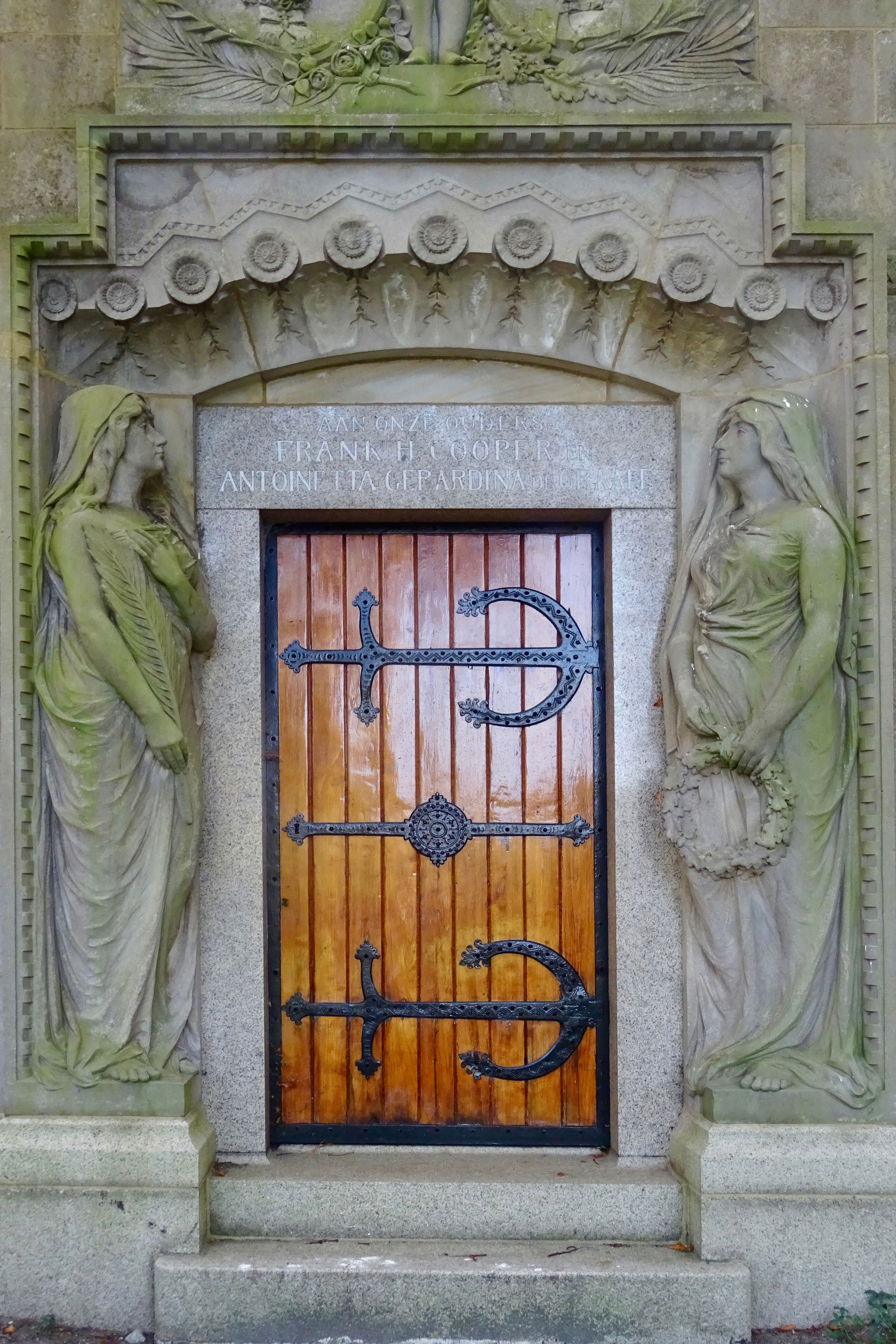
Voorzijde
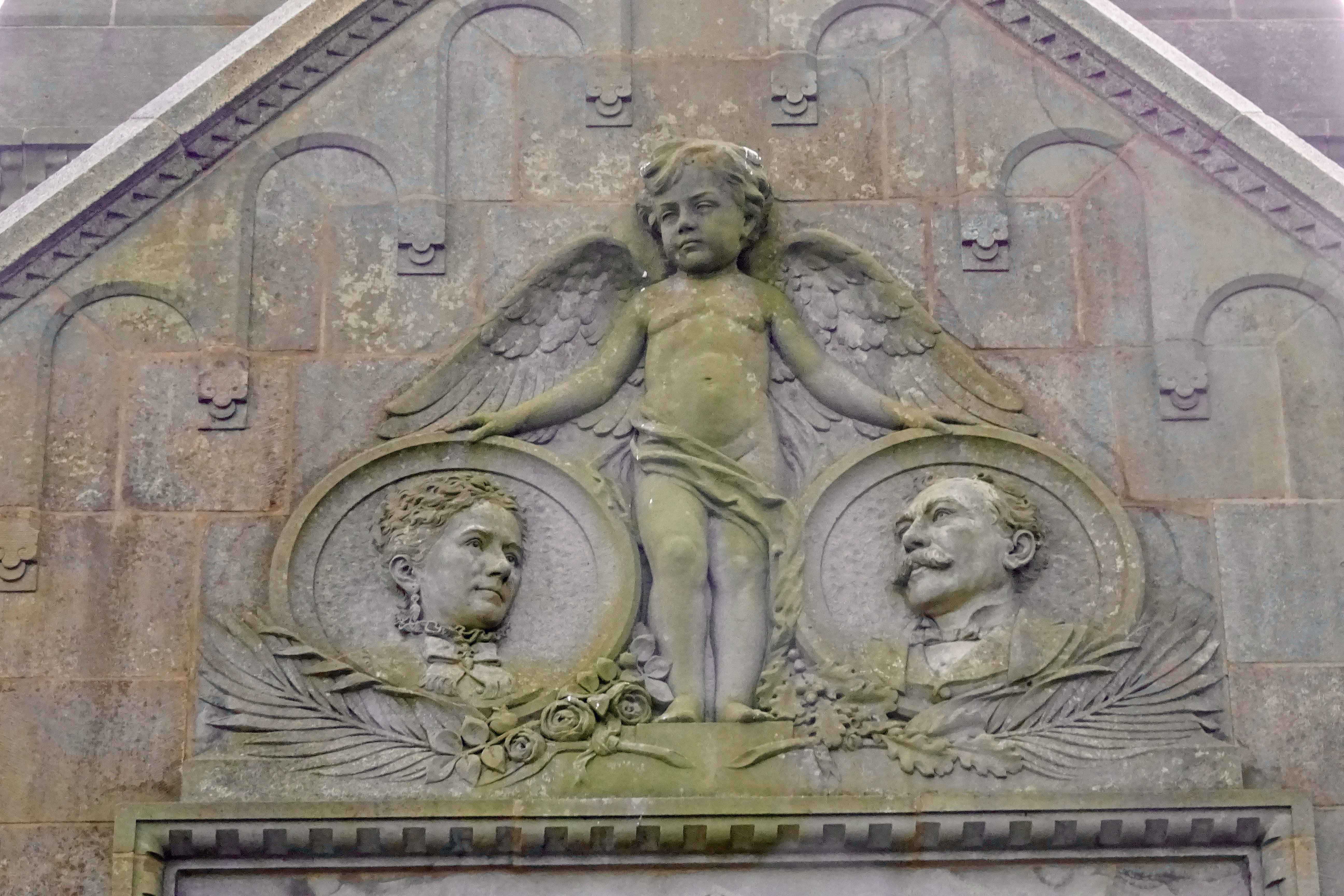
Voorzijde
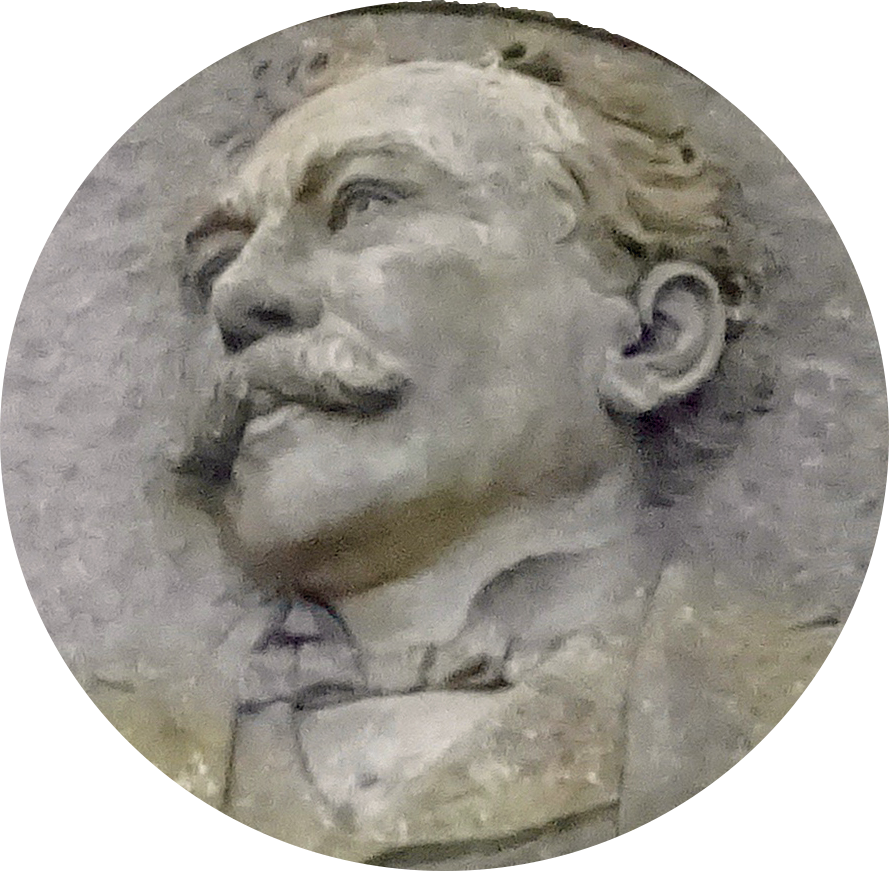
Frank Cooper
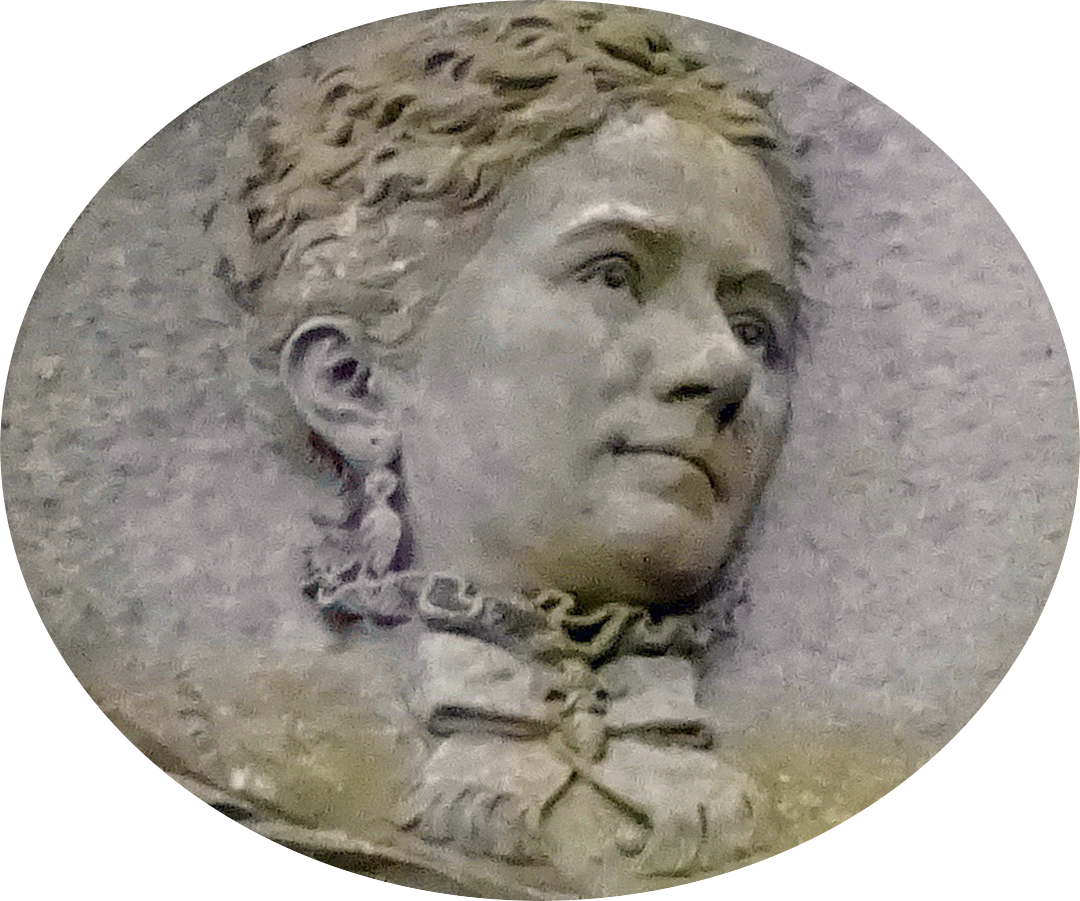
Netty de Graaff
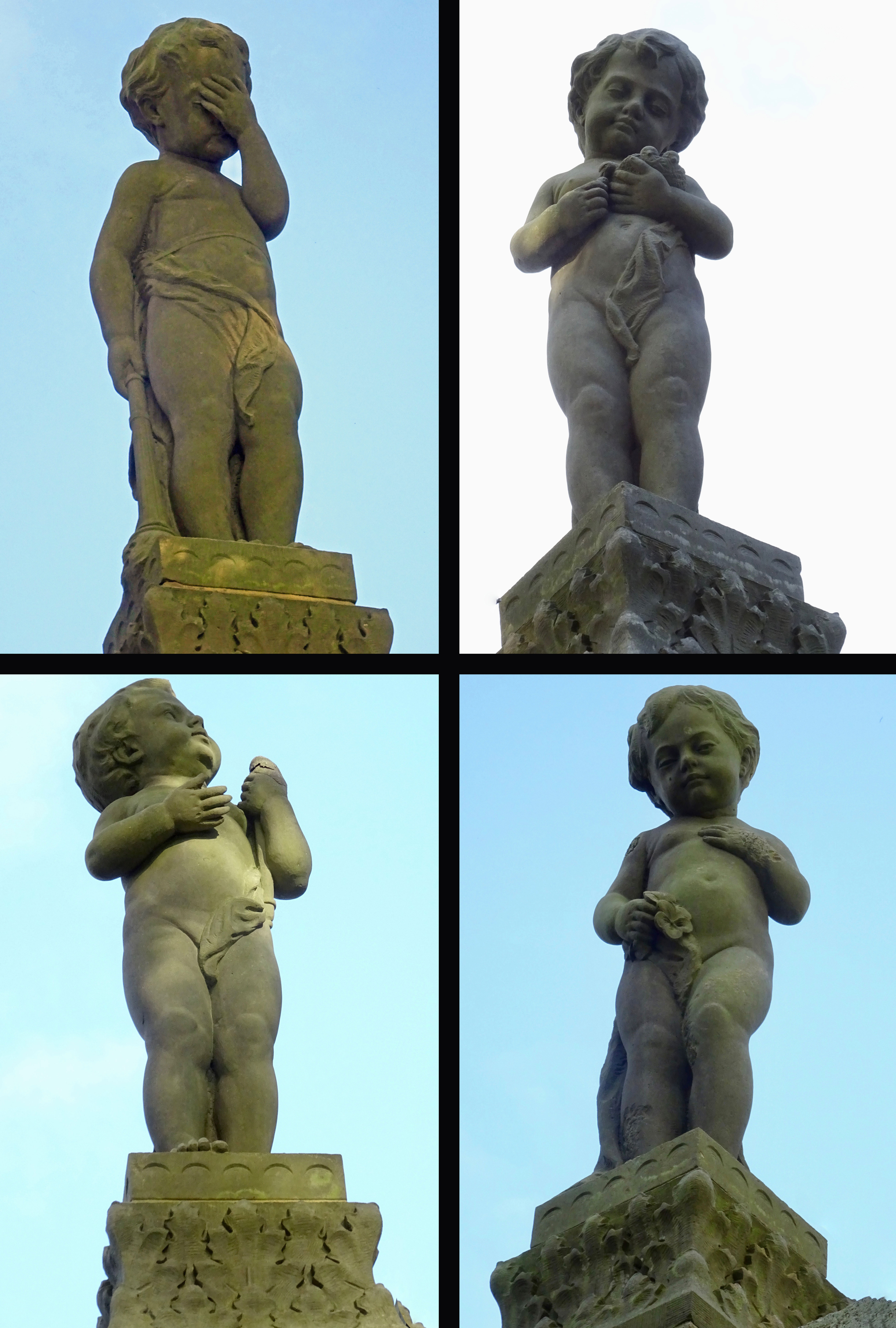
Beelden

## Waardering
Het grafmonument werd in 2000 in het Monumentenregister opgenomen, het heeft "algemeen cultuurhistorisch en architectonisch belang", vanwege onder andere "de herinneringswaarde aan de stichter van Coopersburg", "het bijzondere belang van het object voor het oeuvre van de beeldhouwer Johann Hinrich Schröder", "de hoogwaardige esthetische kwaliteit van het ontwerp" en "de hoge mate van typologische zeldzaamheid op nationaal niveau."

## Restauratie
In 2021 werd het mausoleum in opdracht van Monumentenstichting Boarnsterhim gerestaureerd. De engel op de noordwestzijde heeft zijn arm en rechtopstaande fakkel (symbool voor hernieuwd leven) teruggekregen. De engel aan de zuidwestzijde heeft een omgekeerde fakkel in de hand als symbool voor uitdovend leven. Ook de marmeren tombes zijn hersteld. De restauratie werd door Steenhouwerij De Vries uit Buitenpost uitgevoerd.